# Simon Petrus

Der heilige Petrus, Ikone aus dem 6. Jahrhundert, Katharinenkloster (Sinai)

Simon Petrus (* in Galiläa; † um 64–67, möglicherweise in Rom) war nach dem Neuen Testament einer der ersten Juden, die Jesus Christus in seine Nachfolge berief. Er wird dort als Sprecher der Jünger bzw. Apostel, erster Bekenner, aber auch Verleugner Jesu Christi, Augenzeuge des Auferstandenen und einer der Leiter („Säulen“) der Jerusalemer Urgemeinde dargestellt. Hinzu kommen sehr viel spätere Notizen in Apostelakten und bei diversen Kirchenvätern, wonach Petrus erster Bischof von Antiochien sowie Gründer und Haupt der Gemeinde von Rom gewesen sei und dort das Martyrium erlitten habe.
Simons Historizität wird aufgrund übereinstimmender Angaben in den frühesten Textbestandteilen der Evangelien und archäologischer Funde angenommen. Das Neue Testament überliefert jedoch nur wenige als zuverlässig betrachtete biografische Details über ihn. Spätere Notizen werden als weitgehend legendarisch angesehen. Ein Aufenthalt Petri in Rom wird in der Bibel nicht erwähnt.
Die römisch-katholische Kirche führt den Primatsanspruch des Papsttums über die Gesamtkirche auf die Tradition zurück, Petrus sei der erste Bischof von Rom gewesen und Christus habe Petrus und dieser den folgenden Bischöfen von Rom einen Vorrang als Leiter, Lehrer und Richter aller Christen gegeben. Die Päpste werden daher auch als „Nachfolger Petri“ bezeichnet. Die übrigen Kirchen lehnen diesen Anspruch ab. Historisch gab es im 1. Jahrhundert noch keinen Monepiskopat, das heißt, die christliche Gemeinde wurde nicht von einem einzelnen römischen Bischof geleitet. Dennoch gilt Petrus auch für die altorientalischen, orthodoxen, altkatholischen sowie die anglikanischen Kirchen als erster Bischof von Rom und als Heiliger. Auch die evangelischen Kirchen erinnern mit einem Gedenktag an ihn.

### Herkunft und Berufung

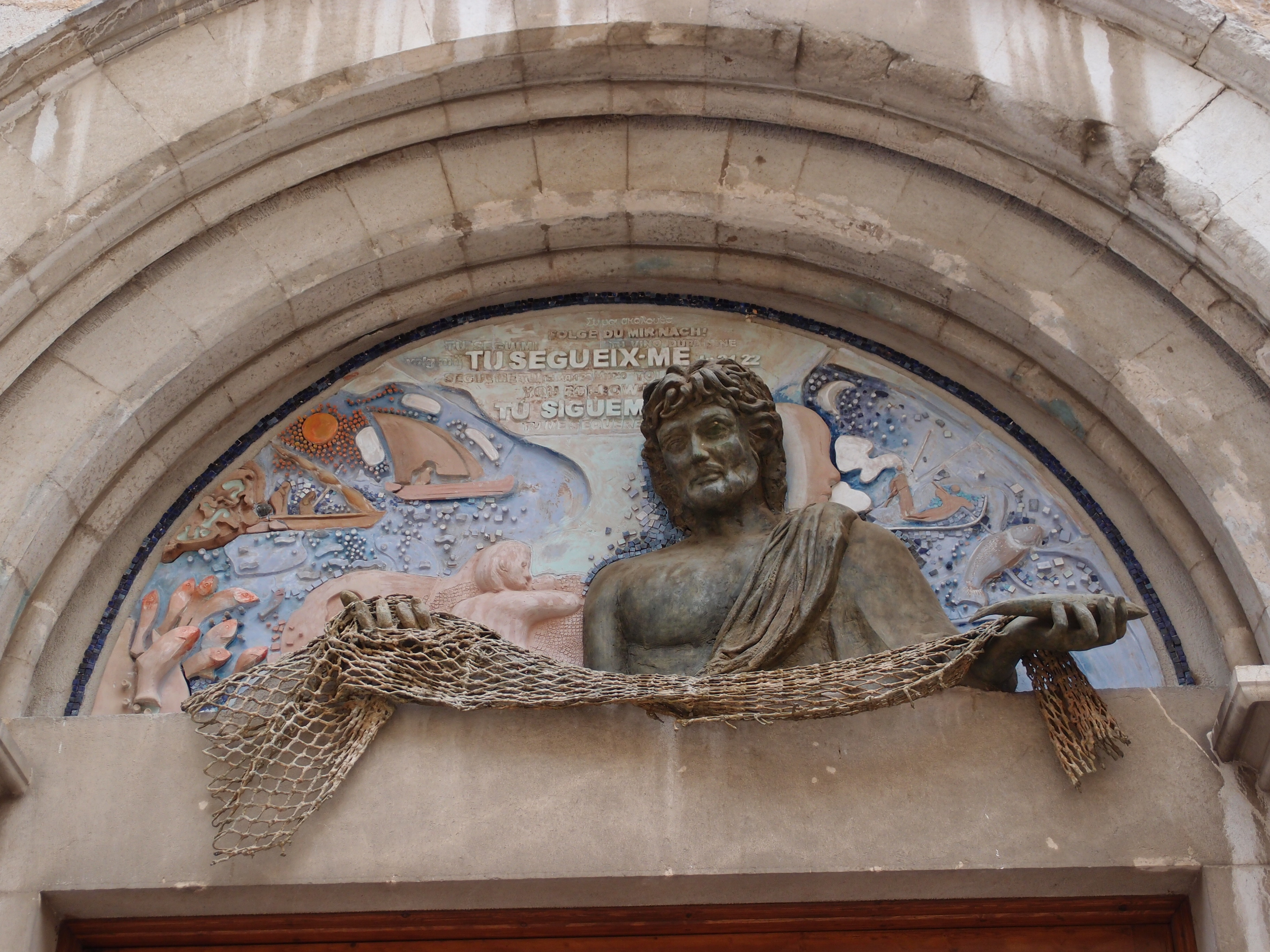
Der hl. Petrus als Menschenfischer über dem Portal der ihm geweihten Kirche in Figueres

### Christusverleugner

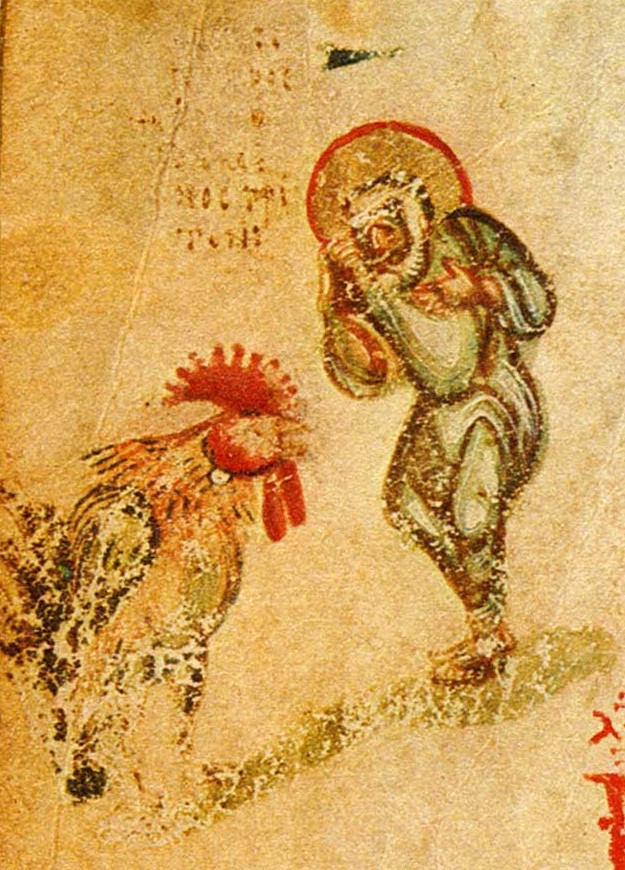
Petrus und der Hahn (Miniatur aus dem Chludow-Psalter, 9. Jahrhundert)

### Zeuge des Auferstandenen

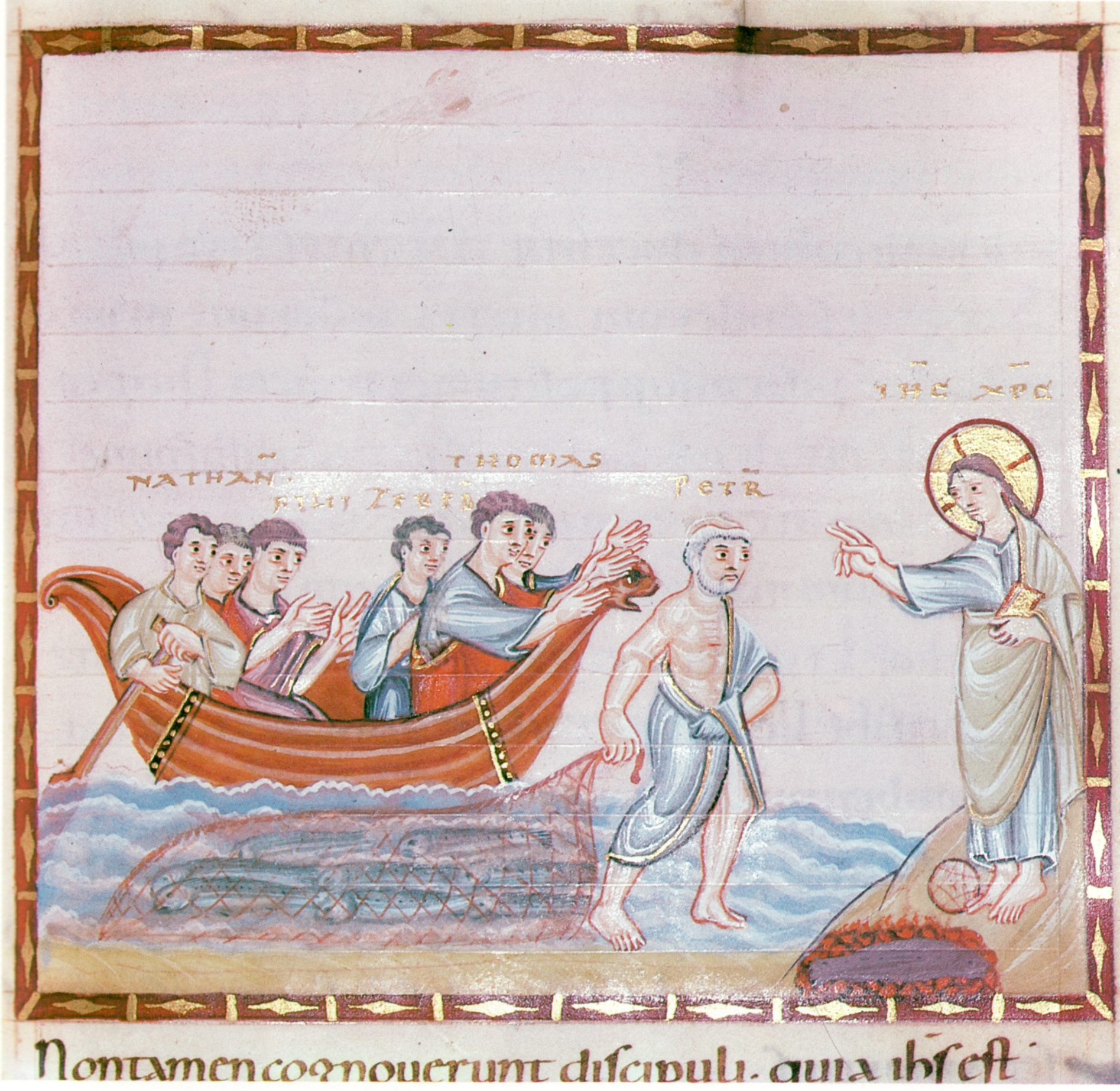
Codex Egberti, fol. 90r. stellt Joh 21,1–19 dar: Jesus offenbart sich den vom wundersamen Fischzug zurückkehrenden Jüngern